# Muriel (angelo)
Nell'angelologia occidentale, Muriel è un angelo che appartiene all'ordine delle Dominazioni (nella seconda sfera dei cori angelici).
È l'angelo del mese di giugno ed è associato col segno astrologico del Cancro ed è invocato da sud .
Nell'apocrifo L'intronizzazione di Abaddon, Muriel si trasforma in Abaddon, l'angelo della morte.